# Ansaldo

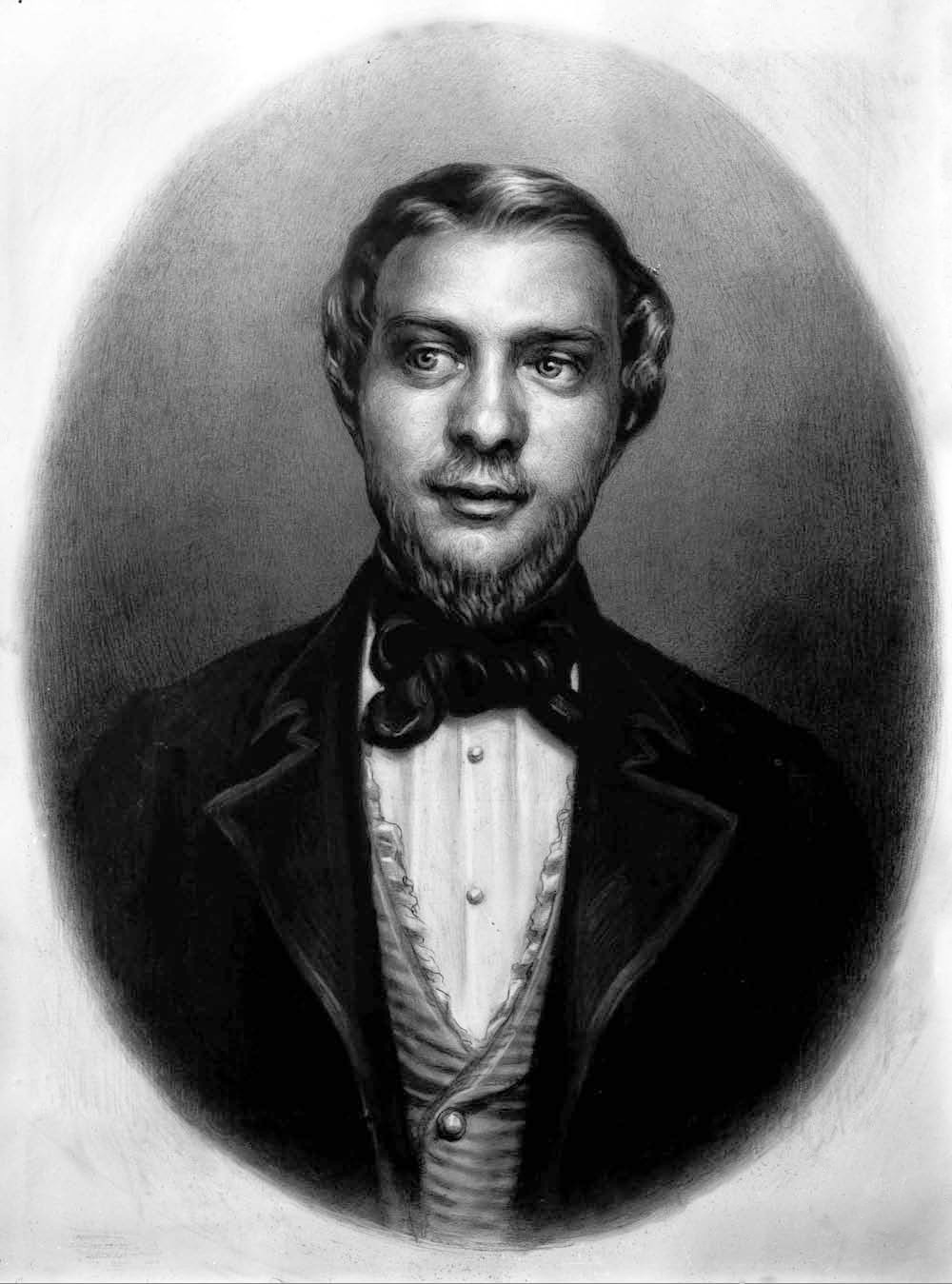
Giovanni Ansaldo

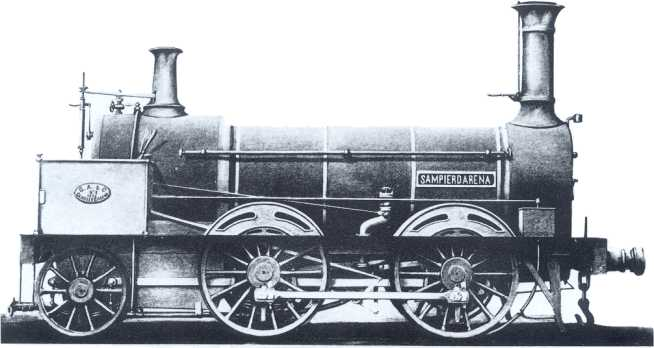
A Sampierdarena, az első teljes egészében Olaszországban épített gőzmozdony

Az Ansaldo egy olasz technológiai és fegyverkezési csoport volt, amely a közlekedési technológia, a védelmi technológia, az energiatechnológia és az acélipar területén tevékenykedett. A vállalatot 1853-ban alapították Gio. Ansaldo & C. néven betéti társaságként, és székhelye Genovában, a Sampierdarena negyedben volt. A vállalat 1948-ban vesztette el függetlenségét, és 1993-ban teljesen integrálódott a Finmeccanica, a mai Leonardo S.p.A. vállalatba.

## Története
Az Ansaldót Giovanni Ansaldo genovai mérnök alapította Carlo Bombrini bankár, Raffaele Rubattino hajótulajdonos és Filippo Penco vállalkozó részvételével. A vállalat átvette a Taylor & Prandi csődtömegét, amelyet Fortunato Prandi torinói üzletember és Philip Taylor brit mérnök 1846-ban alapított, és amely 1852-ben fizetésképtelenné vált. Az Ansaldo, elődjéhez hasonlóan, a Savoyai-kormánynak abból az érdekéből született, hogy saját gőzmozdony- és vasúti kocsik, valamint gőzhajók építésére irányuló iparágat hozzon létre, azzal a céllal, hogy függetlenítse magát a külföldi importtól.
1854-ben hagyta el a gyárat a Sampierdarena, az első teljes egészében Olaszországban épített gőzmozdony, és egyben az első Szardíniai Királyságban épített mozdony. 1860-ig összesen 18 mozdony épült, amelyek közül 14-et Észak-Olaszországban, kettőt pedig Közép-Olaszországban használtak. A külföldről szállított termékekkel szemben meglehetősen versenyképesek voltak, mivel a szállítási idő valamivel rövidebb volt, és a munkaerő olcsóbb. Az 1861-es firenzei nemzeti kiállításon az Ansaldo bemutatta a kiállítás legerősebb álló gőzgépét.
Olaszország egyesítésével a vasúti piacon megnőtt a verseny. Egy 1863-ban elfogadott törvény értelmében a nápolyi Officine di Pietrarsa kapta a dél-olaszországi vasutak összes megrendelését, így az Ansaldo kikerült a teljes piacról az egykori Két Szicília Királyságban, és ezért az Eugenio Barsanti találmányán alapuló ágyúk és belső égésű hajómotorok gyártásába kezdett. Genovában a vállalat egy hajógyárral, egy acélművel, egy öntödével és egy elektromos műhellyel bővült.
Az első világháború alatt az Ansaldo tüzérségi lövegeket és repülőgépeket (SVA kétfedelű repülőgépek) gyártott. A háború után a vállalat nehézségekbe ütközött a háború okozta keresletcsökkenés miatt. A Banca d'Italia megmentette a vállalatot. Egy ideig az autóépítésre koncentrált, különösen a 4-es sorozat modelljei voltak sikeresek az 1920-as években. Az Ansaldo részvétele az autóiparban később önálló leányvállalattá, az S.A. Ansaldóvá alakult, amelyet 1932-ben az O.M. vett át.
1932-ben a Mussolini által alapított IRI állami holdingtársaság vette át a vállalatot, amely ismét a fegyvergyártásra koncentrált. Többek között a Cannone da 75/46 modello 34-et gyártotta.
A második világháború után a Finmeccanica, amely akkoriban csak az IRI pénzügyi holdingjaként működött, 1948-ban átvette az Ansaldót. Az állami holding, az IRI felbomlásával az 1990-es években mélyreható szerkezetátalakítási folyamat kezdődött. A Finmeccanica operatív technológiai csoporttá vált, amely a privatizáció során átfogóan racionalizálta leányvállalatait és azok üzleti területeit. Az Ansaldo például 1993-ban különálló vállalatként megszűnt.

## Vasúti járművek

### Mozdonyok
Az Ansaldo az alábbi mozdonyok gyártásában vett részt:
- D.341
- D.345
- E.424
- D.443
- E.402
- E.428
- E.491
- E.492
- E.636
- E.656